# Novastoa
Novastoa là một chi ốc biển, là động vật thân mềm chân bụng sống ở biển trong họ Vermetidae.

## Các loài
Các loài trong chi Novastoa gồm có:
- Novastoa lamellosa (Hutton, 1873)

Danh sách này không đầy đủ, bạn cũng có thể giúp mở rộng danh sách.